# BluVolley Verona 2016-2017
Questa voce raccoglie le informazioni riguardanti il BluVolley Verona nelle competizioni ufficiali della stagione 2016-2017.

## Stagione
La stagione 2016-17 è per il BluVolley Verona, sponsorizzato da Calzedonia, la tredicesima, la nona consecutiva, in Serie A1; come allenatore viene confermato Andrea Giani, anche se poi sostituito a stagione in corso da Nikola Grbić: la rosa è in parte confermata, come Aidan Zingel, Uroš Kovačević, Michele Baranowicz, Simone Anzani e Thomas Frigo, in parte cambiata con gli arrivi di Mitar Đurić, Andrea Giovi, Alexandre Ferreira e Luigi Randazzo, quest'ultimo arrivato a campionato già iniziato, e le partenze di Bartosz Bućko, Carmelo Gitto, Nicola Pesaresi, Taylor Sander, Luca Spirito e Saša Starović.
Il campionato inizia con due vittorie consecutive, mentre la prima sconfitta arriva alla terza giornata in casa della Pallavolo Piacenza; seguono quindi quattro gare vinte e cinque perse per poi chiudere il girone di andata con il successo sulla Pallavolo Padova e il sesto posto in classifica, utile per accedere alla Coppa Italia. Nelle prime otto giornate del girone di ritorno il club di Verona perde solo la sfida contro la Pallavolo Molfetta, per poi chiudere la regular season con una serie di risultati altalenanti e il quinto posto in classifica. Negli quarti di finale dei play-off scudetto vince gara 1 contro il Modena Volley ma poi perde le due successive venendo eliminata e accedendo ai play-off per il quinto posto. Nei quarti di finale supera in tre gare l'Argos Volley, poi in semifinale viene sconfitta per 3-0 dal Gruppo Sportivo Porto Robur Costa.
Il sesto posto in classifica al termine del girone di andata della Serie A1 2016-17 qualifica la squadra veneta alla Coppa Italia: tuttavia il cammino nella competizione si ferma agli ottavi di finale a seguito del 3-0 inflitto dall'Argos Volley.

## Organigramma societario
Area direttiva
- Presidente: Stefano Magrini
- Vicepresidente: Luca Bazzoni, Giovanni Bertoni, Natalino Bettin, Andrea Corsini, Gianmaria Villa
- Consulente legale: Stefano Fanini
- Amministrazione: Massimo Ziggiotto
- Direttore generale: Stefano Bianchini

Area organizzativa
- Direttore tecnico: Angelo Frigoni (dal 15 novembre 2016)
- Direttore sportivo: Gian Andrea Marchesi
- Logistica prima squadra: Claudio Tamanini
- Responsabile palasport: Carolina Bettelli

Area tecnica
- Allenatore: Andrea Giani (fino al 16 dicembre 2016), Nikola Grbić (dal 19 dicembre 2016)
- Allenatore in seconda: Matteo De Cecco
- Assistente allenatore: Giorgio Bissoli, Diego Flisi
- Scout man: Fabio Dalla Fina
- Responsabile settore giovanile: Marco Argenta

Area comunicazione
- Addetto stampa: Matteo Sambugaro
- Responsabile pubblico: Andrea Totolo

Area marketing
- Ufficio marketing: Roberto Brughera

Area sanitaria
- Medico: Roberto Filippini, Anselmo Pallone
- Preparatore atletico: Oscar Berti
- Fisioterapista: Leo Arici, Michele De Biasi

## Rosa
| N° | Nome               | Ruolo | Data di nascita  | Nazionalità sportiva |
| -- | ------------------ | ----- | ---------------- | -------------------- |
| 1  | Aidan Zingel       | C     | 19 novembre 1990 | Australia            |
| 2  | Uroš Kovačević     | S     | 6 maggio 1993    | Serbia               |
| 3  | Adriano Paolucci   | P     | 11 febbraio 1979 | Italia               |
| 5  | François Lecat     | S     | 19 aprile 1993   | Belgio               |
| 6  | Alexandre Ferreira | S     | 13 novembre 1991 | Portogallo           |
| 7  | Andrea Giovi       | L     | 19 agosto 1983   | Italia               |
| 8  | Michele Baranowicz | P     | 5 agosto 1989    | Italia               |
| 9  | Samuel Holt        | S     | 20 giugno 1993   | Stati Uniti          |
| 10 | Thomas Frigo       | L     | 19 maggio 1997   | Italia               |
| 11 | Stefano Mengozzi   | C     | 6 maggio 1985    | Italia               |
| 12 | Mitar Đurić        | C/O   | 25 aprile 1989   | Grecia               |
| 14 | Tonček Štern       | S/O   | 14 novembre 1995 | Slovenia             |
| 17 | Simone Anzani      | C     | 24 febbraio 1992 | Italia               |
| 18 | Luigi Randazzo     | S     | 30 aprile 1994   | Italia               |

## Mercato
| Acquisti | Acquisti           | Acquisti           | Acquisti   |
| R.       | Nome               | da                 | Modalità   |
| -------- | ------------------ | ------------------ | ---------- |
| C/O      | Mitar Đurić        | Trentino           | definitivo |
| S        | Alexandre Ferreira | Ziraat Bankası     | definitivo |
| L        | Andrea Giovi       | Sir Safety Perugia | definitivo |
| S        | Samuel Holt        | Sir Safety Perugia | definitivo |
| C        | Stefano Mengozzi   | Porto Robur Costa  | definitivo |
| P        | Adriano Paolucci   | Civita Castellana  | definitivo |
| S        | Luigi Randazzo     | Lube               | prestito   |
| S/O      | Tonček Štern       | Kamnik             | definitivo |

| Cessioni | Cessioni        | Cessioni          | Cessioni   |
| R.       | Nome            | a                 | Modalità   |
| -------- | --------------- | ----------------- | ---------- |
| S/O      | Giacomo Bellei  | Materdomini       | definitivo |
| S/O      | Bartosz Bućko   | Effector Kielce   | definitivo |
| C        | Carmelo Gitto   | Top Volley Latina | definitivo |
| S        | Samuel Holt     | Impavida Ortona   | definitivo |
| L        | Nicola Pesaresi | Lube              | definitivo |
| S        | Taylor Sander   | Beijing           | definitivo |
| P        | Luca Spirito    | Porto Robur Costa | definitivo |
| S/O      | Saša Starović   | PAOK              | definitivo |

## Risultati

### Serie A1

#### Girone di andata
| 1ª giornata - 2 ottobre 2016 PalaBianchini, Latina                | Top Volley Latina  | 0 - 3 | BluVolley Verona   | 19-25, 20-25, 22-25               |
| 2ª giornata - 12 ottobre 2016 PalaOlimpia, Verona                 | BluVolley Verona   | 3 - 0 | Molfetta           | 25-17, 25-21, 25-16               |
| 3ª giornata - 16 ottobre 2016 PalaBanca, Piacenza                 | Piacenza           | 3 - 2 | BluVolley Verona   | 25-23, 21-25, 25-18, 20-25, 17-15 |
| 4ª giornata - 19 ottobre 2016 PalaOlimpia, Verona                 | BluVolley Verona   | 3 - 2 | Milano             | 25-20, 35-37, 25-20, 16-25, 15-9  |
| 5ª giornata - 23 ottobre 2016 PalaDeAndré, Ravenna                | Porto Robur Costa  | 1 - 3 | BluVolley Verona   | 20-25, 17-25, 25-17, 19-25        |
| 6ª giornata - 29 ottobre 2016 PalaOlimpia, Verona                 | BluVolley Verona   | 3 - 1 | Argos              | 25-19, 25-16, 23-25, 28-26        |
| 7ª giornata - 1º novembre 2016 PalaYamamay, Busto Arsizio         | Powervolley Milano | 0 - 3 | BluVolley Verona   | 21-25, 19-25, 17-25               |
| 8ª giornata - 6 novembre 2016 PalaPanini, Modena                  | Modena             | 3 - 0 | BluVolley Verona   | 25-17, 25-20, 25-21               |
| 9ª giornata - 9 novembre 2016 PalaOlimpia, Verona                 | BluVolley Verona   | 0 - 3 | Trentino           | 19-25, 18-25, 20-25               |
| 10ª giornata - 13 novembre 2016 PalaOlimpia, Verona               | BluVolley Verona   | 2 - 3 | Callipo            | 23-25, 25-23, 23-25, 25-19, 12-15 |
| 11ª giornata - 20 novembre 2016 PalaCivitanova, Civitanova Marche | Lube               | 3 - 0 | BluVolley Verona   | 25-15, 25-15, 25-22               |
| 12ª giornata - 27 novembre 2016 PalaOlimpia, Verona               | BluVolley Verona   | 0 - 3 | Sir Safety Perugia | 13-25, 23-25, 14-25               |
| 13ª giornata - 4 dicembre 2016 PalaSanLazzaro, Padova             | Padova             | 0 - 3 | BluVolley Verona   | 15-25, 18-25, 21-25               |

#### Girone di ritorno
| 14ª giornata - 10 dicembre 2016 PalaOlimpia, Verona           | BluVolley Verona   | 3 - 1 | Top Volley Latina  | 33-31, 25-23, 21-25, 26-24       |
| 15ª giornata - 18 dicembre 2016 PalaPoli, Molfetta            | Molfetta           | 3 - 0 | BluVolley Verona   | 25-23, 25-22, 27-25              |
| 16ª giornata - 26 dicembre 2016 PalaOlimpia, Verona           | BluVolley Verona   | 3 - 0 | Piacenza           | 25-16, 25-22, 35-33              |
| 17ª giornata - 29 dicembre 2016 Palazzetto dello Sport, Monza | Milano             | 0 - 3 | BluVolley Verona   | 20-25, 19-25, 21-25              |
| 18ª giornata - 8 gennaio 2017 PalaOlimpia, Verona             | BluVolley Verona   | 3 - 0 | Porto Robur Costa  | 25-18, 25-16, 25-23              |
| 19ª giornata - 15 gennaio 2017 PalaPolsinelli, Sora           | Argos              | 1 - 3 | BluVolley Verona   | 21-25, 24-26, 25-18, 23-25       |
| 20ª giornata - 22 gennaio 2017 PalaOlimpia, Verona            | BluVolley Verona   | 3 - 1 | Powervolley Milano | 20-25, 25-23, 25-17, 27-25       |
| 21ª giornata - 5 febbraio 2017 PalaOlimpia, Verona            | BluVolley Verona   | 3 - 0 | Modena             | 25-20, 25-17, 26-24              |
| 22ª giornata - 8 febbraio 2017 PalaTrento, Trento             | Trentino           | 3 - 0 | BluVolley Verona   | 35-33, 25-16, 25-22              |
| 23ª giornata - 12 febbraio 2017 PalaValentia, Vibo Valentia   | Callipo            | 0 - 3 | BluVolley Verona   | 19-25, 21-25, 30-32              |
| 24ª giornata - 19 febbraio 2017 PalaOlimpia, Verona           | BluVolley Verona   | 2 - 3 | Lube               | 21-25, 17-25, 25-16, 25-23, 6-15 |
| 25ª giornata - 26 febbraio 207 PalaEvangelisti, Perugia       | Sir Safety Perugia | 3 - 0 | BluVolley Verona   | 25-15, 25-21, 25-22              |
| 26ª giornata - 22 febbraio 2017 PalaOlimpia, Verona           | BluVolley Verona   | 3 - 0 | Padova             | 25-15, 25-19, 25-20              |

#### Play-off scudetto
| Quarti di finale (gara 1) - 4 marzo 2017 PalaPanini, Modena  | Modena           | 1 - 3 | BluVolley Verona | 23-25, 25-18, 27-29, 28-30 |
| Quarti di finale (gara 2) - 9 marzo 2017 PalaOlimpia, Verona | BluVolley Verona | 0 - 3 | Modena           | 23-25, 23-25, 21-25        |
| Quarti di finale (gara 3) - 12 marzo 2017 PalaPanini, Modena | Modena           | 3 - 1 | BluVolley Verona | 25-21, 25-19, 20-25, 25-19 |

#### Play-off 5º posto
| Quarti di finale (gara 1) - 25 marzo 2017 PalaOlimpia, Verona  | BluVolley Verona | 3 - 2 | Argos             | 20-25, 25-22, 24-26, 25-18, 21-19 |
| Quarti di finale (gara 2) - 2 aprile 2017 PalaPolsinelli, Sora | Argos            | 2 - 3 | BluVolley Verona  | 25-21, 22-25, 25-15, 20-25, 15-17 |
| Quarti di finale (gara 3) - 8 aprile 2017 PalaOlimpia, Verona  | BluVolley Verona | 3 - 2 | Argos             | 22-25, 23-25, 25-17, 25-22, 15-10 |
| Semifinali - 22 aprile 2017 PalaOlimpia, Verona                | BluVolley Verona | 0 - 3 | Porto Robur Costa | 22-25, 23-25, 21-25               |

### Coppa Italia

#### Fase a eliminazione diretta
| Ottavi di finale - 14 dicembre 2016 PalaOlimpia, Verona | BluVolley Verona | 0 - 3 | Argos | 23-25, 20-25, 18-25 |

## Statistiche

### Statistiche di squadra
| Competizione | Punti | In casa | In casa | In casa | In trasferta | In trasferta | In trasferta | Totale | Totale | Totale |
| Competizione | Punti | G       | V       | P       | G            | V            | P            | G      | V      | P      |
| ------------ | ----- | ------- | ------- | ------- | ------------ | ------------ | ------------ | ------ | ------ | ------ |
| Serie A1     | 50    | 16      | 11      | 5       | 16           | 9            | 7            | 33     | 20     | 13     |
| Coppa Italia | -     | 1       | 0       | 1       | -            | -            | -            | 1      | 0      | 1      |
| Totale       | -     | 17      | 11      | 6       | 16           | 9            | 7            | 34     | 20     | 14     |

G = partite giocate; V = partite vinte; P = partite perse

### Statistiche dei giocatori
| Giocatore     | Serie A1 | Serie A1 | Serie A1 | Serie A1 | Serie A1 | Coppa Italia | Coppa Italia | Coppa Italia | Coppa Italia | Coppa Italia | Totale | Totale | Totale | Totale | Totale |
| Giocatore     | P        | PT       | AV       | MV       | BV       | P            | PT           | AV           | MV           | BV           | P      | PT     | AV     | MV     | BV     |
| ------------- | -------- | -------- | -------- | -------- | -------- | ------------ | ------------ | ------------ | ------------ | ------------ | ------ | ------ | ------ | ------ | ------ |
| S. Anzani     | 33       | 173      | 107      | 50       | 16       | 1            | 3            | 3            | 0            | 0            | 34     | 176    | 110    | 50     | 16     |
| M. Baranowicz | 33       | 67       | 20       | 27       | 20       | 1            | 0            | 0            | 0            | 0            | 34     | 67     | 20     | 27     | 20     |
| M. Đurić      | 29       | 443      | 386      | 42       | 15       | 1            | 11           | 11           | 0            | 0            | 30     | 454    | 397    | 42     | 15     |
| A. Ferreira   | 26       | 167      | 125      | 23       | 19       | 1            | 4            | 3            | 0            | 1            | 27     | 171    | 128    | 23     | 20     |
| T. Frigo      | 4        | 0        | 0        | 0        | 0        | 0            | 0            | 0            | 0            | 0            | 4      | 0      | 0      | 0      | 0      |
| A. Giovi      | 33       | 0        | 0        | 0        | 0        | 1            | 0            | 0            | 0            | 0            | 34     | 0      | 0      | 0      | 0      |
| S. Holt       | 0        | 0        | 0        | 0        | 0        | -            | -            | -            | -            | -            | 0      | 0      | 0      | 0      | 0      |
| U. Kovačević  | 32       | 516      | 449      | 34       | 33       | 1            | 16           | 13           | 0            | 3            | 33     | 532    | 462    | 34     | 36     |
| F. Lecat      | 29       | 92       | 74       | 11       | 7        | 1            | 4            | 4            | 0            | 0            | 30     | 96     | 78     | 11     | 7      |
| S. Mengozzi   | 22       | 61       | 39       | 20       | 2        | 0            | 0            | 0            | 0            | 0            | 22     | 61     | 39     | 20     | 2      |
| A. Paolucci   | 20       | 2        | 0        | 1        | 1        | 1            | 0            | 0            | 0            | 0            | 21     | 2      | 0      | 1      | 1      |
| L. Randazzo   | 19       | 122      | 105      | 7        | 10       | 1            | 0            | 0            | 0            | 0            | 20     | 122    | 105    | 7      | 10     |
| T. Štern      | 13       | 92       | 78       | 10       | 4        | 0            | 0            | 0            | 0            | 0            | 13     | 92     | 78     | 10     | 4      |
| A. Zingel     | 33       | 203      | 129      | 66       | 8        | 1            | 2            | 2            | 0            | 0            | 34     | 205    | 131    | 66     | 8      |

P = presenze; PT = punti totali; AV = attacchi vincenti; MV = muri vincenti; BV = battute vincenti